# Zoufalství a naděje
Zoufalství a naděje (v anglickém originále First Reformed) je americký film režiséra Paula Schradera. Ten je rovněž autorem scénáře. Hlavní role ve filmu ztvárnili Amanda Seyfriedová a Ethan Hawke. Hawke hraje bývalého vojenského kaplana, který je zničený ze smrti svého syna. Hudebník Deantoni Parks, který složil hudbu ke Schraderovu předchozímu filmu Prokletý kšeft, v únoru 2017 uvedl, že Schrader v tomto filmu nechce originální hudbu, avšak Parks pro něj již něco složil. Hlavní hudbu nakonec složil velšský hudebník Brian Williams, avšak Parks s Kasperem rovněž přispěli. Snímek měl premiéru 31. srpna 2017 na Benátském filmovém festivalu.